# Marian Jurczyk

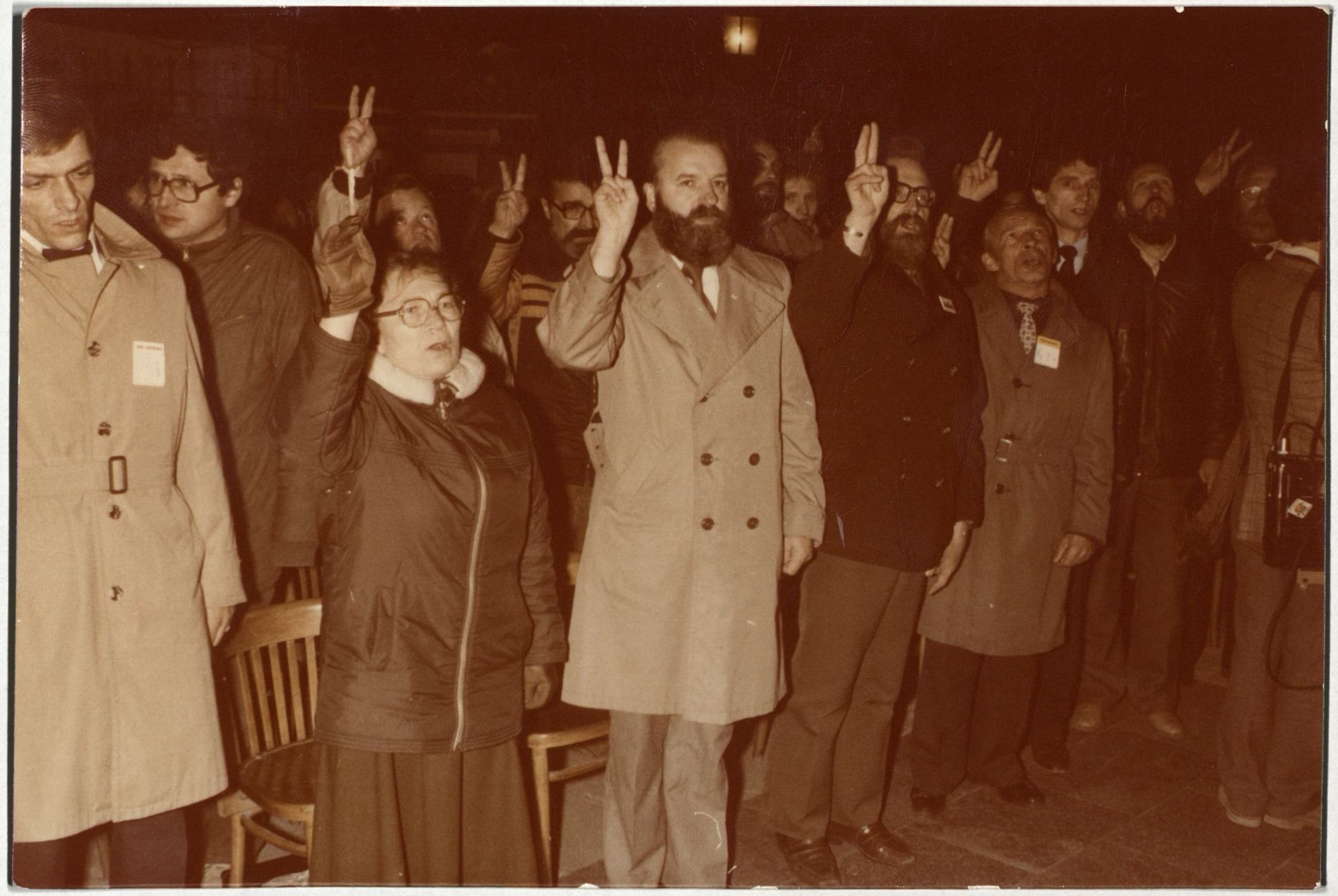
Uczestnicy mszy za ojczyznę. W pierwszym szeregu: Anna Walentynowicz, Seweryn Jaworski, Marian Jurczyk

Marian Jurczyk (ur. 16 października 1935 w Karczewicach, zm. 30 grudnia 2014 w Szczecinie) – polski związkowiec i polityk, działacz opozycji w okresie PRL, senator IV kadencji, prezydent Szczecina w latach 1998–2000 oraz 2002–2006.

## Życiorys

### Polska Rzeczpospolita Ludowa
Absolwent technikum ekonomicznego, które ukończył zaocznie w latach 50. W latach 1950–1952 był pracownikiem Częstochowskich Zakładów Przemysłu Lniarskiego Stradom. Od 1952 do 1954 pracował przy budowie Huty Częstochowa. Od 1954 był zatrudniony w Stoczni Szczecińskiej im. Adolfa Warskiego. W grudniu 1970 brał udział w protestach robotniczych. W sierpniu 1980 stanął na czele Międzyzakładowego Komitetu Strajkowego w Szczecinie. Był sygnatariuszem porozumień sierpniowych. Kierował następnie Międzyzakładową Komisją Robotniczą „S”, a w 1981 objął stanowisko przewodniczącego zarządu Regionu Pomorze Zachodnie NSZZ „Solidarność”. Był delegatem na I KZD w Gdańsku, wszedł w skład komisji krajowej związku.
Po wprowadzeniu stanu wojennego internowano go na okres od 13 grudnia 1981 do 18 listopada 1982. Przebywał w ośrodkach odosobnienia m.in. w Goleniowie. Pod koniec 1982 tymczasowo aresztowany i oskarżony o przygotowania do obalenia ustroju PRL.
W tym samym roku jego synowa Dorota zginęła tragicznie, wyskakując z okna kamienicy w Szczecinie. Jej mąż  Adam (syn Mariana Jurczyka), po uzyskaniu informacji o śmierci żony, tego samego dnia wyskoczył z okna w innym budynku, również ponosząc śmierć. Część osób, wśród nich również Marian Jurczyk, podejrzewał, że w ich śmierć byli bezpośrednio zamieszani funkcjonariusze Służby Bezpieczeństwa. Pogrzeb pary przerodził się w antyrządową demonstrację, w trakcie której doszło do walk z oddziałami ZOMO. W 2007 Instytut Pamięci Narodowej zakończył badanie tej sprawy, umarzając postępowanie wobec stwierdzenia braku dowodów potwierdzających tezę, iż były to zabójstwa polityczne.
Marian Jurczyk został zwolniony w związku z ogłoszoną amnestią w 1984. Dwa lata później przeszedł na rentę. Wszedł w skład Grupy Roboczej Komisji Krajowej NSZZ „Solidarność”, opozycyjnej wobec podziemnych władz związku związanych z Lechem Wałęsą.

### III Rzeczpospolita
Zadeklarował się jako przeciwnik porozumień Okrągłego Stołu. Założył następnie własny związek zawodowy pod nazwą „Solidarność 80”, kierował nim (a później jednym z odłamów) przez około dziesięć lat.
W wyborach parlamentarnych w 1997 jako kandydat niezależny uzyskał mandat senatora IV kadencji z województwa szczecińskiego, uzyskując 124 897 głosów. W kolejnym roku zorganizował własne ugrupowanie pod nazwą Niezależny Ruch Społeczny, który wszedł w skład prawicowego bloku Ruch Patriotyczny Ojczyzna. Z ramienia RPO uzyskał mandat radnego sejmiku zachodniopomorskiego I kadencji, z którego zrezygnował, kiedy to 18 listopada 1998 został wybrany przez radę miasta na urząd prezydenta Szczecina.
31 grudnia tego samego roku, tuż po objęciu stanowiska, zerwał umowę dotyczącą budowy hipermarketu na Pomorzanach, którą poprzedni zarząd miasta podpisał kilka miesięcy wcześniej z niemiecką spółką Euroinvest Saller. Deweloper ten w postępowaniu cywilnym uzyskał później zasądzenie od miasta na swoją rzecz zwrotu wpłaconego uprzednio zadatku w kwocie 5 mln zł wraz z odsetkami. W 2005 Marianowi Jurczykowi i pozostałym sześciu członkom zarządu miasta w związku z powyższą decyzją i jej konsekwencjami prokurator przedstawił zarzut niedopełnienia obowiązków i narażenia miasta na znaczne straty materialne. 5 lipca 2007 Sąd Rejonowy w Szczecinie skazał Mariana Jurczyka oraz Dariusza Wieczorka (byłego wiceprezydenta ds. rozwoju gospodarczego z SLD) na kary po dwa lata pozbawienia wolności z warunkowym zawieszeniem ich wykonania na pięcioletnie okresy próby. Sąd ten orzekł także grzywny, zakazy zajmowania określonych stanowisk w administracji publicznej oraz zobowiązanie do naprawienia szkody. W 2008 sąd odwoławczy, uwzględniając m.in. apelację prokuratora od wyroku co do uniewinnienia pozostałych członków zarządu miasta, uchylił w całości orzeczenie sądu I instancji, przekazując sprawę do ponownego rozpoznania. W grudniu 2009 ponownie rozpatrujący tę sprawę sąd uniewinnił Mariana Jurczyka i członków zarząd miasta od stawianych im zarzutów.
Ze stanowiska prezydenta Szczecina Marian Jurczyk zrezygnował 24 stycznia 2000 po decyzji Trybunału Konstytucyjnego, który stwierdził, iż funkcji prezydenta miasta na prawach powiatu nie można łączyć z mandatem senatorskim.
W marcu tego samego roku sąd lustracyjny drugiej instancji na wniosek rzecznika interesu publicznego prawomocnie uznał go za tzw. kłamcę lustracyjnego, co doprowadziło do utraty przez niego mandatu senatora (jego mandat senatorski wygasł 24 marca 2000). Sąd ten stwierdził, że Marian Jurczyk zataił fakt zmuszenia go w 1977 przez funkcjonariuszy SB groźbą pozbawienia życia do współpracy, a okoliczności jej nawiązania nie zwalniały z obowiązku złożenia oświadczenia lustracyjnego odmiennej treści. Sąd Najwyższy, uwzględniając złożoną kasację, uchylił jednak ten wyrok. Po ponownym rozpoznaniu sprawy w 2001 Marian Jurczyk został ponownie w obu instancjach uznany za kłamcę lustracyjnego. W 2002 w ramach postępowania kasacyjnego Sąd Najwyższy uchylił jednak prawomocne orzeczenie sądu lustracyjnego i orzekł, że jego oświadczenie lustracyjne było prawdziwe, gdyż współpraca z SB nie miała charakteru tajnego, a przekazywane informacje były pozbawione wartości operacyjnej, a ponadto sama SB oceniała tę współpracę jako mało przydatną m.in. z powodu braku lojalności.
Przed wyborami parlamentarnymi w 2001 wspierał Samoobronę RP, zostając członkiem sztabu wyborczego tej partii. W wyborach samorządowych w 2002 Marian Jurczyk ubiegał się ponownie o stanowisko prezydenta miasta Szczecina. W I turze uzyskał 27,81% głosów, zaś w II turze otrzymał 53,43% poparcia, pokonując kandydata koalicji SLD-UP Edmunda Runowicza i wygrywając tym samym wybory.
23 maja 2004 przeprowadzono referendum w sprawie jego odwołania z zajmowanego urzędu. W głosowaniu 94% biorących udział poparło ten postulat, jednak referendum okazało się nieważne z powodu zbyt niskiej frekwencji (która wyniosła 19%).
W wyborach samorządowych w 2006 Marian Jurczyk bez powodzenia ubiegał się o reelekcję. W I turze zajął 4. miejsce z poparciem 4013 wyborców (2,94%). 4 grudnia tegoż roku zakończył urzędowanie, po czym wycofał się z życia publicznego.
Zmarł 30 grudnia 2014 na skutek choroby nowotworowej w szpitalu przy ul. Arkońskiej w Szczecinie. Pogrzeb Mariana Jurczyka odbył się 3 stycznia 2015 w Szczecinie. Został pochowany na cmentarzu Centralnym w Szczecinie.

## Odznaczenia
W 1990 został odznaczony przez prezydenta RP na uchodźstwie Ryszarda Kaczorowskiego Krzyżem Kawalerskim Orderu Odrodzenia Polski. Prezydent Bronisław Komorowski nadał mu pośmiertnie Krzyż Komandorski tego orderu. W 2014 otrzymał Medal za Zasługi dla Miasta Szczecina.